# Shaun Micheel
Shaun Carl Micheel (* 5. Januar 1969 in Orlando, Florida) ist ein US-amerikanischer Profigolfer der PGA TOUR. Er gehört zum Kreis der Major Sieger.
Er besuchte die Indiana University und wurde 1992 Berufsgolfer.
Nachdem Micheel sich anfangs nicht dauerhaft auf der großen PGA TOUR behaupten konnte, versuchte er sich auf der Asian Tour und der zweitgereihten nordamerikanischen Nike Tour, wo er jeweils einen Turniersieg erzielen konnte. Erst ab 2000 etablierte sich Micheel konstanter auf der PGA TOUR und schaffte 2003 mit seinem ersten Titel gleich den großen Wurf – die PGA Championship, eines der vier Majors. Danach ist es allerdings wieder ruhiger um ihn geworden. Im September 2006 gelang ihm der Finaleinzug bei der höchstdotierten HSBC World Match Play Championship, nachdem Micheel im Achtelfinale den Weltranglistenersten Tiger Woods bezwungen hatte. Im Endspiel unterlag er zwar dem Engländer Paul Casey, sein Preisgeld von 400.000 £ war jedoch mehr, als man bei den meisten größeren Turnieren für den Sieg erhält.
Shaun Micheel ist mit seiner Frau Stephanie, einer Anwältin, verheiratet, hat ein Kind und seinen Wohnsitz in Memphis, Tennessee.

## Turniersiege

### Major-Championship-Siege (1)
- 2003: PGA Championship

### Asian-Tour-Siege (1)
- 1998: Ericsson Singapore Open

### Nike-Tour-Siege (1)
- 1999: Nike Greensboro Open

## Resultate bei Major Championships
| Turnier               | 1999 | 2000 | 2001 | 2002 | 2003 | 2004 | 2005 | 2006 | 2007 | 2008 | 2009 | 2010 | 2011 | 2012 | 2013 | 2014 | 2015 | 2016 | 2017 | 2018 |
| --------------------- | ---- | ---- | ---- | ---- | ---- | ---- | ---- | ---- | ---- | ---- | ---- | ---- | ---- | ---- | ---- | ---- | ---- | ---- | ---- | ---- |
| The Masters           | DNP  | DNP  | DNP  | DNP  | DNP  | T22  | CUT  | CUT  | CUT  | CUT  | DNP  | DNP  | DNP  | DNP  | DNP  | DNP  | DNP  | DNP  | DNP  | DNP  |
| US Open               | CUT  | DNP  | T40  | DNP  | DNP  | T28  | CUT  | CUT  | CUT  | DNP  | DNP  | T22  | DNP  | DNP  | DNP  | DNP  | DNP  | DNP  | DNP  | DNP  |
| The Open Championship | DNP  | DNP  | DNP  | DNP  | DNP  | T47  | CUT  | CUT  | T35  | DNP  | DNP  | DNP  | DNP  | DNP  | DNP  | DNP  | DNP  | DNP  | DNP  | DNP  |
| PGA Championship      | DNP  | DNP  | DNP  | DNP  | 1    | T24  | CUT  | 2    | T32  | DNP  | CUT  | T48  | T74  | CUT  | CUT  | CUT  | CUT  | CUT  | CUT  | CUT  |

| Turnier               | 2019 | 2020 | 2021 | 2022 | 2023 | 2024 | 2025 |
| --------------------- | ---- | ---- | ---- | ---- | ---- | ---- | ---- |
| The Masters           | DNP  | DNP  | DNP  | DNP  | DNP  | DNP  | DNP  |
| PGA Championship      | CUT  | CUT  | CUT  | CUT  | CUT  | CUT  | CUT  |
| US Open               | DNP  | DNP  | DNP  | DNP  | DNP  | DNP  |      |
| The Open Championship | DNP  | KT   | DNP  | DNP  | DNP  | DNP  |      |

LA= Bester Amateur

DNP = nicht teilgenommen

CUT = Cut nicht geschafft

"T" geteilte Platzierung

KT = Kein Turnier (Ausfall wegen Covid-19)

DQ = disqualifiziert

Grüner Hintergrund für Sieg

Gelber Hintergrund für Top 10.